# ベルンハルト・ヴィントシャイト
ベルンハルト・ヴィントシャイト（Bernhard Windscheid, 1817年7月26日 - 1892年10月26日）は、ドイツの法学者（民法、ローマ法）。ヴィントシャイド、ウイントシャイドなどと表記されることもある。

## 経歴
税務官吏であったフェルディナント・ヴィントシャイトの第三子として、デュッセルドルフに生まれた。父親が左遷されたため、オランダ国境に近いエマーリッヒとルール地方のレックリングハウゼンの男子学校で学んだ。家族、特に父親との関係は良好とは言えず、1837年には家を飛び出し一時一人で生活するなど、その生活は困難の多いものであった。
デュッセルドルフのギムナジウムで大学入学資格を取得した後、当初は言語学を志したが転向し、ベルリン大学、ボン大学で法学を学んだ。特にベルリンでは1835年から1837年の間フリードリヒ・カール・フォン・サヴィニーの講義を聴き、大きな影響を受けた。後の1851年にはバーゼルで上梓した『前提論』をサヴィニーに献呈している。
その後、国家試験を受けてデュッセルドルフの地方裁判所で1年半の間実務を経験する。1838年にはボン大学で博士学位を取得。1840年には『ナポレオン法典における法律行為無効の理論』で大学教授資格を取得。1847年ボン大学員外教授（ローマ法・フランス法）、秋にはバーゼル大学の正教授に任命される。1852年にはグライフスヴァルト大学に転任、ルドルフ・フォン・イェーリングと同僚になる。1857年（1858年とも）ミュンヘン大学、1871年ハイデルベルク大学、1874年ライプツィヒ大学と各大学を転々とした後、そのまま死去までライプツィヒ大学に籍を置いた。その間、1868年に貴族の称号を授与されたほか、1874年夏から1883年9月30日まで、ドイツ民法典編纂のための第一委員会委員に就任している。

## 人物
「君はそれ以上仕事をしてはならない」とイェーリングが忠告するほど、自分自身に対し厳格であり、かつ誠実であったと言われている。もっとも、1876年から1892年までライプツィヒ社会奉仕協会に所属するなど、社会的な関心が高く、またイェーリングと異なり貴族の称号を名乗るのを控えるなど、自由主義的な風潮にしばしば共感を示した。最晩年の1890年にはプロテスタントへ改宗している。自分の世界観と自由な学問研究は新教にもっとも適合的であるというのが理由であった。

## 研究内容・業績
- ローマ法上の訴権（アクチオ）を分析し、請求権を中心とした体系を構築[5]、ドイツ民法典第一草案の起草委員として中心的役割を果たした[4]。批判する者からは、しばしばドイツ概念法学の代表的人物とみなされることがあるが、イェーリングらが批判した「概念法学」は理念型であり一種のフィクションであって、ヴィントシャイト自身が決して盲目的な概念法学者ではなかったことは多くの学者が指摘しており[6]、イェーリング自身も認めるところである。むしろ、イェーリングの“転向”は、ヴィントシャイトと同一の方向を採ったものである、とさえ言う[7]。
- 主著は『パンデクテン法教科書』で、優れた教科書でありながら、実務家のためのコンメンタールでもあり、最高裁判所の判例を網羅し、理論的に分析した上で体系立てたものとして当時のドイツにおいて多大な影響力をもっただけでなく、ドイツ民法、日本民法、スイス民法典などのパンデクテン方式に多大な影響を与えた[5]。一見すると無味乾燥な叙述を非難されてもいるが、これは裁判官を主な名宛人とした著作であることが一因である[8]。